# Лідія Васікова
Лідія Васікова ( 28 травня 1927, село Пернянгаші, Гірськомарійський район, Республіка Марій Ел — 28 жовтня 2012) — марійський мовознавець, фіно-угрознавець, перша серед жінок-марі, що стала доктором наук (1985), професором (1986). Кавалер ордена Хреста землі Марії (Естонія) . 

## Життєпис
Народилася 28 травня 1927 в селі Пернянгаші  Гірномарійського району, Марій Ел . 
- 1946 — 1950 — навчалась на відділенні марійської мови історико-філологічного факультету Марійського державного інституту ім. Н. К. Крупської.
- 1951 — 1954 — навчалася в аспірантурі Тартуського університету (Естонія) під науковим керівництвом академіка Пауля Арісте.
- Працювала в Марійському державному університеті (викладала марійську мову) і на кафедрі філології Естонської сільськогосподарської академії в Тарту, а потім знову на кафедрі Марійського державного університету.
- 1984 — в Тартуському університеті захистила докторську дисертацію на тему «Складносурядні речення в сучасній марійській літературній мові в порівнянні з іншими типами пропозицій»[2].
- З 1984 — працювала в Марійському державному університеті на кафедрі загального мовознавства професором, завідувачем кафедри. Також була керівником науково-дослідної лабораторії.
- 1986 — стала професором Марійського державного університету, першим серед марійських жінок.

28 жовтня 2012 загинула в ДТП на 14 кілометрі дороги Йошкар-Ола — Козьмодем'янськ  . 
Автор понад 193-х наукових публікацій, в тому числі 10 монографій в галузі загального мовознавства, мовних контактів, соціолінгвістики, марійського мовознавства. Ними (в тому числі і навчальними посібниками з марійської мови) користуються вузівські та шкільні викладачі. Член спеціалізованої вченої ради із захисту кандидатських і докторських дисертацій з фіно-угорських мов. Автор орфографічного словника гірськомарійської мови і монографій «Основи синтаксису простої пропозиції російської мови» (1980) і «Складні речення в сучасній марійській літературній мові» (1982) . 

## Нагороди та визнання
- Заслужений діяч науки республіки Марій Ел (1988)
- Заслужений діяч науки РФ (1995)[4]
- Орден Хреста землі Марії 5 класу (Естонія, 2 лютого 2001) [5]
- Почесна грамота Республіки Марій Ел (2002)